# Nitschkia collapsa
Nitschkia collapsa är en svampart som först beskrevs av Lars Gunnar Torgny Romell, och fick sitt nu gällande namn av Chenant. 1918. Nitschkia collapsa ingår i släktet Nitschkia och familjen Nitschkiaceae.  Arten är reproducerande i Sverige. Inga underarter finns listade i Catalogue of Life.